# Bawol

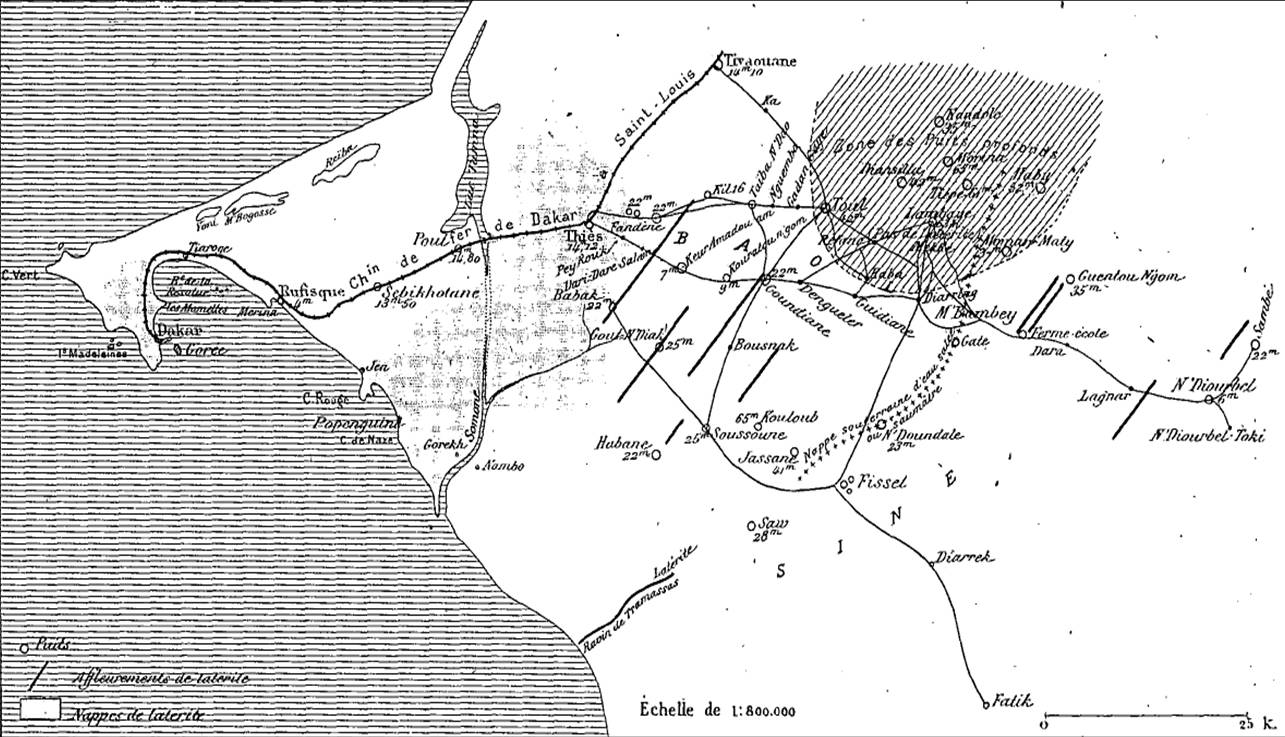
« Pous del Bawol i afloraments de laterita »(mapa geològic de 1901)

El regne del Bawol (serere: Baol; wòlof: Bawal) fou un antic regne del centre del Sénégal, sorgit de l'esclat de l'imperi del Djolof a la meitat del segle xvi, que s'estengué per l'actual regió de Diourbel.
Els habitants del Bawol eren anomenats els baol-baol, derivat de la forma de construir el plural en serere. Uns altres exemples: els sine-sine són els habitants del Sine; els saloum-saloum, els de Saloum; els djolof-djolof, els de Djolof; els waala-waala, els de Wala, etc. En canvi, en wòlof s'indica prefixant el mot wa com a wa djolof.

## Història
L'antiga capital del Bawol fou Lambaye. El sobirà portava el títol de teigne (o tègne, teeñ o tin).
La dinastia fundadora del Baol era wòlof i portava el patronímic Fall. Pertanyien a la mateixa família que la dinastia regnant del Cayor. A l'època de l'esclat de l'imperi del Djolof l'any 1549, el Bawol estava dirigit per un lamane que portava el títol de teigne, de nom Niokhor Ndiaye Kouly Gnilane, oncle d'Amary Ngoné Sobel Fall, el primer damel del Cayor. A la mort del teigne, Amari Ngoné Sobel se'n va anar amb el seu exèrcit al Bawol, i va agafar, quan era ja damel, el títol de teigne, esdevenint així el primer damel-teigne. Ben abans de l'arribada dels Fall al poder, el Bawol havia estat governat per teignes d'origen manding que foren els primers ocupants del país, a continuació per sereres de patronímic Diouf, Ngom, Faye, Thiaw, i això abans del domini dels wòlofs de l'imperi del Djolof. D'aquests primers teignes d'orígens manding i serere, arrenquen els grans llignatges aristocràtics, o dinasties, entre els quals tots els reis del Bawol i del seu veí, el Cayor eren elegits, en particular els llinatges Wagadou, Guedj, Songno, Djonay i encara d'altres. Tots aquests llinatges arrenquen el seu origen en els imperis de Ghana, i a continuació de l'imperi de Mali. Era per la branca maternal, anomenada Meen, que s'heretava el llinatge, doncs de la possibilitat de ser elegit teigne derivava del fet que la successió fos matrilineal.
L'organització social i política del regne era molt semblant a la del Cayor. El Cayor i el Bawol van col·laborar rarament en aspectes militars. Les dinasties d'aquests dos estats tenien llaços de parentiu i les guerres fratricides eren freqüents. Diverses vegades al curs dels segles, en particular al segle XVIII, el Cayor va aconseguir fer vassall al Bawol després de guerres. Mbégane Ndour, primer Bour saloum, va atacar el Bawol al segle xvi amb l'objectiu d'instal·lar la seva dinastia Guelwar al poder, però va ser rebutjat.
Fou sota el regne de Lat Soukabé, entre el final del segle xvii i el començament del segle XVIII que el Baol va arribar als seus límits territorials màxims. A la batalla de Nganiane, aquest estat va aconseguir prendre terres del nord del regne del Sine dirigit pel bour Diogoye Ngilane Diouf. A la batalla de Gour Fouki Seur, el Bawol va guanyar territoris a l'est derrotant l'exèrcit del bour de Saloum. El Bawol, contràriament als altres estats senegalesos, pràcticament es va estalviar les guerres santes que portaven els musulmans, doncs aquests hi eren menys nombrosos que al Cayor per exemple. Com al Cayor, la tracta atlàntic iniciada pels europeus, va conèixer una intensa activitat en la regió al segle XVIII.
En 1854 Faidherbe va arribar al Senegal i un període de conquestes va succeir als intercanvis locals. Als ulls del colonitzador, el Bawol havia d'esdevenir segur, sobretot per facilitar la producció i el comerç dels cacauets. Però la resistència del regne es va mostrar més dura del que estava previst. Faidherbe va signar un tractat de pau amb el Teigne del Bawol l'any 1859 que va restringir la seva autoritat. Els comerciants francesos van ser afavorits i es va autoritzar la construcció d'un fort militar a Saly, sobre la Petita-Costa. Uns altres acords van seguir. Quan en 1871 els francesos van concloure un tractat amb Lat Dior, el poderós damel del Cayor, aquest va aprofitar per annexionar el Bawol i acumular el doble títol de damel i de teigne. Al cap de menys de dos anys del seu regnat, el Bawol va recuperar la seva independència.
El 1883 la França va estendre el seu protectorat sobre el Bawol gràcies a un tractat signat amb el teigne Thiéyacine Fall. Després de disturbis a la regió l'any 1890, el teigne fou deposat. El seu successor fou totalment supeditat als francesos.
Quan Tanor Gogne Dieng, l'últim teigne, va morir el 3 de 3 de 3, no fou reemplaçat i el Bawol llavors fou dividit en dues parts, el Bawol occidental i el Bawol oriental. Aquesta data marca el final del regne històric.
En principi lligat al cercle de Thiès, el cercle del Baol es va crear el 17 de març de 1908.
El Bawol era reputat pels seus cavalls, més ràpids i més resistent que la majoria de les races de la plana. Els habitants del Bawol eren excel·lents cavallers. Aquesta raça de cavall ràpid i resistent, típica del Bawol i dels països wòlofs i sereres, era el Mbayar, procedent d'una localité del mateix nom, un cavall de talla mitjana, esbelt i bell.

## El poble i l'organització social
La majoria d'entre ells eren d'origen wòlof, però uns altres eren sereres, en particular els membres de les comunitats safene i none. Els halpulaars (peuls, tuculors, laobes) estaven també presents, particularment els laobes, a continuació els grups mandings, sobretot sarakoles. Els primers habitants del Bawol foren els sosses que foren rebutjats més al sud pels sereres procedents del Futa Toro entre els segles xi i xii.
Els sereres del Bawol s'havien concentrat al centre, a l'oest i al sud prop de la frontera amb el Sine. Un bon nombre estaven barrejats en mig dels wòlofs. Els peuls presents per tot arreu eren sobretot presents al nord i a l'est, prop de la frontera amb els djolof, els wòlofs al nord i al centre, tot com els tuculors. El bawol és un lloc de gran barreja ètnica.
Els wòlofs van imposar la seva estratificació social al regne del Bawol, amb la noblesa Géer de la que eren originaris els teigne, els Diambour nobles però que no podien regnar, les pagesos agricultors Badolo simples homes lliures, els artesans Nyenyo i les seves diferents sots-castes, els laudators Gueweul, a continuació els captius Diam. Les altres ètnies es van integrar en aquest tipus de jerarquia social. El Bawol estava dividit en lamanats, tots dirigits per un Lamane, que pagava tots els seus impostos al Kangame, el cap dels Lamanes. En temps de pau els soldats tiedos havien d'assegurar la seguretat al regne. Cada caste d'artesans tenia el seu representant, que en cas de reclamació anava a sotmetre les voluntats d'aquells als que representava als lamanes, per exemple, el Fara teug cap dels ferrers, Fara Woudé caps dels cordoners, el Maalaw cap dels Laobes, el Dialigné cap dels peuls o Ardo o el Bissik cap dels maures.
Al tribunal reial del Teigne, es reunia una assemblea de notables, tots sorgits de les grans famílies aristocratiques del regne, els Garmi. Junts constituïen l'assemblea dels grans electors que elegien els teignes. Podien igualment destituir-lo de les seves funcions. Després del teigne, el Diaraf era el personatge el més influeixen, el conseller del rei i el que el reemplaçava si s'absentava.
- El Diaoudine Boul, representant de les famílies Garmi.
- El Tialao, és l'hereu presumpte
- El Fara Seuf, cap del tribunal reial, encarregat de la gestió del palau.
- El Kangame, cap dels Lamanes que controlava les diferents províncies
- El Farba Kaba, cap dels guerrers Tieddos.
- Els Serignes representaven els caps de les comunitats musulmanes davant el teigne.
- el Fara Jung Jung, caps dels griots reials.

L'elecció del teigne tenia lloc a M'Beye.

## Gestió territorial
El regne estava constituït d'una banda de terra situada entre l'oceà i Diourbel, al sud del regne del Cayor i al nord del regne del Sine, del qual estava separat per un territori encara més estret, que formava la República de Ndhiéghem, habitada pels sereres nones, reputats per ser molt orgullosos, independents i bellicosos i que sempre foren temuts per la població.
Les províncies del Bawol eren nombroses – aproximadament una vintena – i totes dividides en cantons. Al front de cada cantó es trobava un cap que obeïa al gran lamane de la província :
- El Gewul, del qual el lamane porta el títol de Tialaw Gewul. Aquesta província fronterera amb el Cayor era considerada com a neutre, raó per la qual la majoria de les batalles s'hi desenrotllaven.
- El Kaba; aquesta província estava dirigida pel Farba Kaba, cap dels exèrcits.
- El Laa; el lamane de la província era el Beersin Laa escollit entre les famílies Diouf; nombroses famílies peul vivien la regió.
- El Ngoy; el Buur Ngoy era el lamane de la província. Tanmateix els caps sérères assistits del seu Saltigue, cap espiritual serere, tenien molta influència política.
- El Portudal, regió controlada per l'alkier i els seus tiedos (guerrers); aquí es trobaven les factories comercials i els ports del regne. Els comerciants europeus hi tenien residències.
- El Mbadan; província de majoria sérère, regió molt rebel. El poder reial tenia problemes per a fer valer la seva autoritat.
- El país Safen, habitat pels sereres safen.
- Existien a més una desena d'altres províncies.

Les ciutats de Touba i Mbacké feien part del Bawol, del qual la família del xeïc Ahmadou Bamba Mbacké, fundador del muridisme, era originari. El seu besavi, Maharame Mbacké hi va fundar el poble Mbacké-Baol l'any 1789, després d'haver-hi rebut com a donatiu una parcel·la de terra oferta pel Damel-teigne Amary Ndella Coumba Fall.
Les ciutats de Mbour i de Saly eren els principals ports i factories amb els quals els europeus comerciaven amb el Bawol, que vivia de l'agricultura, de la ramaderia, de la tracta atlàntica i de diversos productes com la goma aràbiga i el cotó. Alkier era el títol portat pel cap de les factories comercials, i exercia el poder en nom del teigne.

## Religió
Al Bawol els wòlofs i els sereres eren generalment de tradició thieddo. Entre ells, alguns eren musulmans. El mateix passava amb els peuls que vivien amb la seva religió tradicional. Pel que fa als sarakoles, estaven totalment islamitzats igual que els tuculors. Aquests dos grups ètnics pertanyien a les confraries tidjane o xaadir. Fou el Xeïc Amadou Bamba, fundador de la confraria musulmana sufita murida, qui va iniciar la islamització dels wòlofs, dels sereres i dels peuls del Bawol.

## Sobirans del Bawol (teigne)
- 1790-1809 : Amari Ngoné Ndèla Koumba Fall (segona vegada)
- 1809-1812 : thiée Yassin Dieng Fall
- 1812- 1815 : Thié Koumba Fatim Pènda Fall
- 1815- 1825 : Amari Dior Borso Fall
- 1825-1832 : Biram Fatma Thioubb Fall
- 1832 : La meva-Kodou Koumba Yande Fall (primera vegada)
- 1832-1842 : Lat Jegeñ Fall
- 1842 : Malik Kumba djaring Xuja Fall
- 1842-1854 : Maysa Tènde Dior Samba Fall
- 1854-1855 : Thié Yassin Ngoné Jegeñ Fall (primera vegada)
- 1855-1856 : La meva-Kodu Koumba Yande Fall (segona vegada)
- 1856-1860 : Thié Yassin Ngoné Jegeñ Fall (segona vegada)
- 1860 : La meva-Kodu Koumba Yandé Fall (tercera vegada)
- 1860-1871 : Thié Yassin Ngoné Jegeñ Fall (tercera vegada)
- 1871-1873 : Thié Yassin Dior Galo Gana Fall (primera vegada)
- 1873-1874 : Lat Dior Ngoné Latyr Diop
- 1874-1890 : Thié Yassin Dior Galo Gana Fall (segona vegada)
- 1890-3 de 3 1894: Taanor Goñ Dieng